# Плотично (Псковська область)
Плотично (рос. Плотично) — присілок в Пустошкинському районі Псковської області Російської Федерації.
Населення становить 11 осіб. Входить до складу муніципального утворення Забєльська волость.

## Історія
Від 2015 року входить до складу муніципального утворення Забєльська волость.

## Населення
| 2002 | 2010 |
| ---- | ---- |
| 11   | →11  |